# Weslarn
Weslarn ist ein Ortsteil der Gemeinde Bad Sassendorf im Kreis Soest in Nordrhein-Westfalen.

## Allgemein
Weslarn, mundartl. Wesslern, umfasst auch die kleine ehemalige Bauerschaft Sieningsen und das von einem Gräftenring umgebene Einzelgehöft Haus Ahse.

## Namensherkunft
Nach Angaben im Westfälischen Ortsnamenbuch zur Namensherkunft der Gemeinden im Kreise Soest bedeutet Weslarn: Feuchte Wiese im Wald oder am Wald (Name vor 1685: Weslere).

## Lage
Der Ort liegt 8,5 Straßen-km nordöstlich der Kreisstadt Soest. Weslarn wird von West nach Ost von der gut ausgebauten, fast geradlinigen Landesstraße 746 durchquert, die in der Ortsmitte von einem voll asphaltierten Kreisverkehr unterbrochen wird.

## Geschichte
Als Bestandteil der Freigrafschaft Heppen kam Weslarn 1369 an die Stadt Soest, war aber bis in die 1960er Jahre Kirchdorf im Amt Borgeln-Schwefe, der sogenannten Niederbörde. Der Ort fand im 12. Jahrhundert erstmals Erwähnung und wurde bei vielen kriegerischen Auseinandersetzungen in der Folgezeit stark in Mitleidenschaft gezogen. Die Grundstruktur des Ortes sowie das für Weslarn typische Wegenetz waren schon früh vorhanden. Der alte Ortskern blieb in seinen geschichtlich bedingten Grundzügen annähernd unverändert. Noch heute sind die lockeren Baustrukturen westlich und östlich der Rosenau vorhanden. Die den östlichen Ortsrand prägende prächtige Kirche wird von vereinzelt stehenden Gebäuden umgeben. Bautätigkeiten in neuerer Zeit haben den Ort nach Norden und Osten hin erweitert.
Karriere machte in der Zeit des Nationalsozialismus der Weslarner Pfarrer Bruno Adler (1896–1954), der schon 1931 in der Pfarrkonferenz des Kirchenkreises Soest über „Nationalsozialismus und Christentum“ gesprochen und für den Nationalsozialismus geworben hatte. Im Dezember 1932 wurde Adler Leiter der Deutschen Christen in Westfalen und im Oktober 1933 erster evangelischer „Bischof von Münster“ der Westfälischen Provinzialkirche.
Am 1. Juli 1969 wurde Weslarn nach Bad Sassendorf eingemeindet.

## Der Ort heute
Mit einer Bodengütezahl von 70 weist auch die Gemarkung Weslarn gute Voraussetzungen für die Landwirtschaft auf.
In den letzten 20 Jahren ist auch Weslarn nicht vom Strukturwandel verschont geblieben: Es gab überdurchschnittlich viele Betriebsschließungen. 1988 waren in Weslarn fünf ehemalige landwirtschaftliche Anwesen zu finden, die mehr oder weniger leerstanden. Eine funktionierende Infrastruktur mit Kirche, Friedhof, Schützenhalle und Kindergarten ist vorhanden, auch Gewerbebetriebe sind zu finden. Langfristig ist eine Ausweitung der Erholungsaktivitäten im südlichen Bereich der Gemarkung als Alternative zur bisherigen Agrarindustrie zu sehen.

## Natur
Die den Ort durchfließende Rosenau ist teilweise nicht in einem naturnahen Zustand. Innerhalb der Ortsgrenzen ist sie nur gelegentlich mit Gehölzen bestanden, südlich der Mühle wurde der Bach angestaut. Der Friedhof ist zwar ortstypisch mit einer Laubgehölzhecke eingefasst, die umfangreichen Nadelholzanpflanzungen stören jedoch das ansonsten harmonische Bild. Eichen, Buchen, Linden und Kastanien finden sich im Ort.
Die Straße von Weslarn nach Bettinghausen ist mit Apfel- und Birnbäumen gesäumt und stellt somit eine der heute kaum mehr verbreiteten Obstbaum-Alleen dar. Im Ort selbst findet man vereinzelt noch Obstwiesen.
Im Rahmen des Flurbereinigungsverfahrens für die Rosenaue wurde ein breiter Uferstreifen dauerhaft geschützt, die Altarme wiederhergestellt und gewässerbegleitende Tümpel angelegt. Auf den Weiden rund um Weslarn sind noch oft einzelnstehende alte Bäume, meist Eichen, zu finden: die sogenannten Überhälter.

## St. Urbanus zu Weslarn

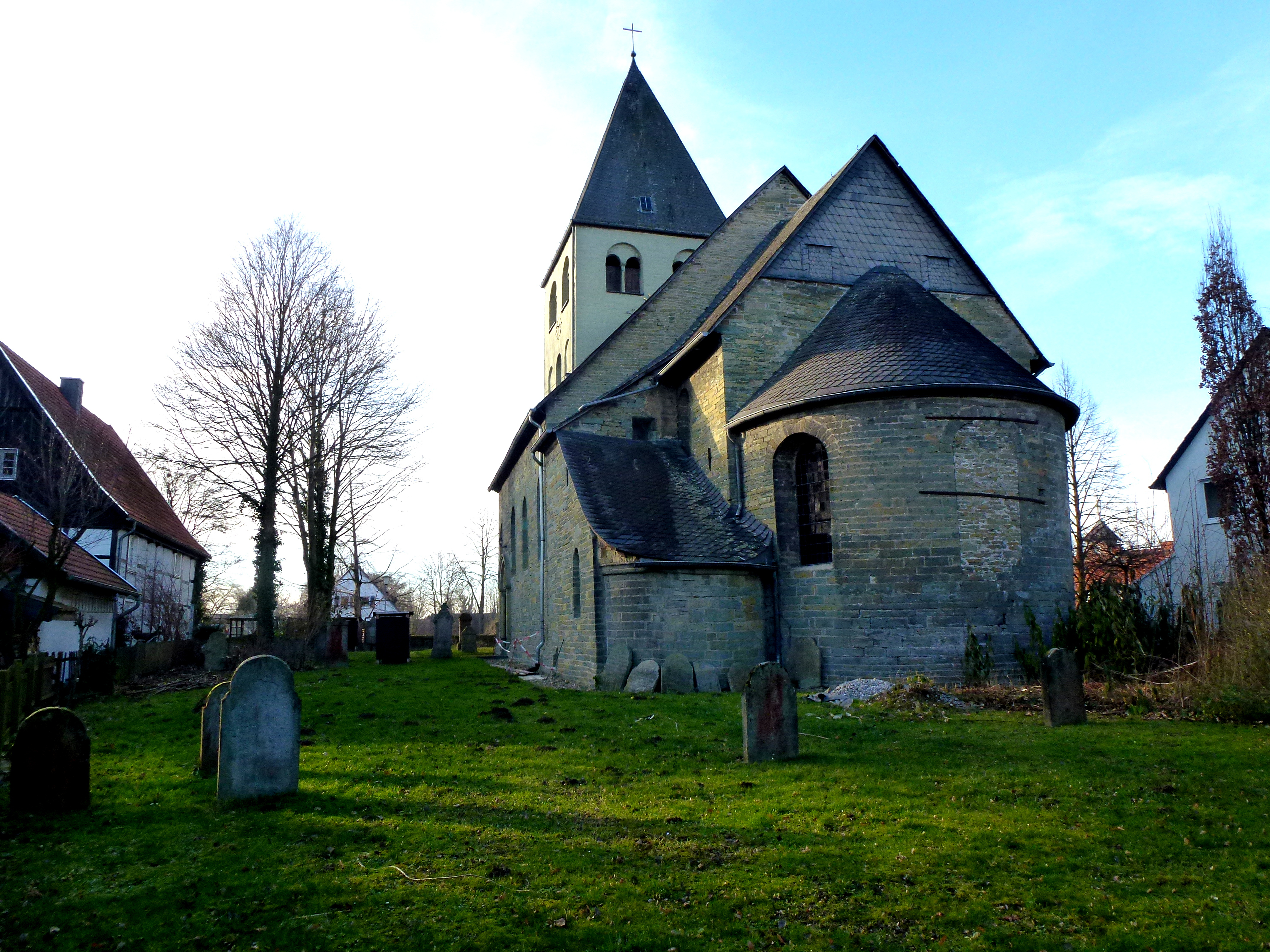
St. Urbanus

Die evangelische Pfarrkirche, benannt nach dem Kirchenpatron St. Urban, ist die zweitälteste Hallenkirche der Soester Börde. Die Kirche im romanischen Stil wurde vermutlich in der Mitte des 13. Jahrhunderts errichtet. Bereits in der zweiten Hälfte des 12. Jahrhunderts sind vermutlich der Chor und schon 1170 der kräftige, quadratische Westturm mit Rundbogenblenden (Höhe 34 m) entstanden. Das Langhaus ist zweijochig mit kuppelförmigen Gratgewölben und einhüftigen Tonnengewölben in den Seitenschiffen. Gewölbe- und Chormalereien, vergleichbar mit denen der Kirche Maria zur Höhe in Soest, sind in gutem Zustand erhalten. Die Kirche hat eine wertvolle Inneneinrichtung und romanische Wandgemälde.
Der Heilige Urban (Papst von 223 bis 230) ist der Patron des Weinbaus. Die Evangelische Kirchengemeinde Weslarn führt ihn in ihrem Siegel. Die ältesten erhaltenen Teile der Kirche sind der Turm, der Chor und die Sakristei. Erbaut wurden sie um 1170/80. Das Langhaus ist eine dreischiffige Hallenkirche, die etwa 80 Jahre später, vermutlich auf Fundamenten eines früheren Langhauses, errichtet wurde. Die Kirche ist 22,27 m lang und 13,80 m breit. Die Scheitelhöhe der Mittelgewölbe beträgt 16,23 m, der Turm hat eine Höhe von 34 m. Die Kirche war in kriegerischen Zeiten die Zuflucht der Weslarner Einwohner. Aus der Zeit des Dreißigjährigen Krieges (1618–1648) stammt auch der in der Sakristei befindliche Kasten, in dem die Gelder der Gemeinde aufbewahrt wurden.
Die Deckenmalereien des Langhauses stammen aus dem 13. Jahrhundert. Beherrschendes Motiv sind die Lebensbäume. Versinnbildlicht wird die Schönheit des Himmels. Dabei werden Gestalten und Mächte, die den Zugang zum Himmel erschweren, im Bereich der Säulen zur Darstellung gebracht. Es sind zwei Teufel, die einem Engel die menschliche Seele zu entreißen versuchen; andere Deutungen sehen darin eine Ehebruchs-Szene oder Frau Welt, der von Teufeln eine Seele in die Arme getrieben wird. Eine weitere Darstellung ist die der Hure Babylon, die mit wehenden Haaren auf einem Tier mit zehn Hörnern reitet und im Mittelalter den Inbegriff aller verderblichen Einflüsse verkörperte. Die Malereien wurden unter neun Farbschichten etwa um 1901 und 1957 freigelegt. 1957 erfolgte eine erneute Restaurierung, bei der der Originalzustand wiederhergestellt werden konnte und bei der weitere Fragmente mit apokalyptischen Darstellungen gefunden wurden.
Der Becher-Taufstein in der Nord-Apsidiole stammt um 1200 aus der Zeit des Kirchenbaues. Die ornamentale Gestaltung (Vogel, Nest, Ei) thematisiert das Leben, das aus der Taufe wächst und in der Gemeinschaft behütet wird. Über dem Taufstein befindet sich in der Kalotte der Apsidiole eine Darstellung der Marienkrönung. Die Gestalt der Maria war stark zerstört und wurde bei der Restaurierung ergänzt. Die Christusgestalt dagegen ist sehr gut erhalten. Unter der Krönungsszene sind die Könige Salomon und David zu sehen, die Spruchbänder in den Händen halten. Die im Zackenstil der Übergangsphase von der Romanik zur Gotik gehaltene Malerei dürfte aus der Mitte des 13. Jahrhunderts stammen und zeigt Ähnlichkeiten mit der Marienkrönung in der Nordapsis der Hohnekirche in Soest (1260/70). Die Brustbilder darunter stellen die Apostel Petrus und Paulus dar.
Von der ursprünglichen Ausmalung des Chorraumes ist nichts mehr vorhanden. Das Sakramentshäuschen ist aus gotischer Zeit, der Diakonenstuhl aus dem Jahre 1622. Die beeindruckende Gestalt, die im Chorraum Platz gefunden hat, ist wahrscheinlich eine Darstellung des Heiligen Patroclus. Das Original aus dem 13. Jahrhundert befindet sich jetzt im LWL-Landesmuseum für Kunst und Kulturgeschichte in Münster. Bei der Restaurierung der Sakristei 1973/74 kamen ursprüngliche Ornamente und figürliche Malereien zum Vorschein, die um etwa 1170/1180 entstanden sind, und bei denen es sich um die größte erhaltene figürliche Malerei im Kreis Soest handelt. Es scheinen weibliche Heilige dargestellt zu sein, deren Gesichter und Hände in ungewöhnlich hochwertiger Inkarnatmalerei ausgeführt sind. Reste eines Regenbogens in der Mandorla, Teile von Attributen der vier Evangelisten und ein Kopf eines Heiligen in einem Medaillon weisen im Konzept ihrer Anlage auf die im Zweiten Weltkrieg zerstörte Malerei im Chor des Patroklus Domes zu Soest. Weitere Ausmalungen in der Sakristei finden ihre Analogien in der Deckenbemalung von St. Petri in Soest, sodass die Entstehungszeit der Malerei in Weslarn als gesichert gilt.
Auch ein Grab wurde gefunden. Es befindet sich in der Sakristei und war vermutlich für den Stifter vorgesehen, es wurde jedoch nie belegt.
Die Mensa des Altares, aus großen Grünsandsteinquadern zusammengefügt, ist vermutlich um 1300 entstanden. Der barocke Aufsatz stammt von 1633 und wurde von dem ersten evangelischen Pfarrer Peter Matthias gestiftet. Das Gemälde darauf zeigt die Kreuzigung und darüber die Auferstehungsszene. Die Seitenbilder beinhalten Petrus und Matthias.
Die Kanzel entstand um 1600.
Die jetzige Orgel der Fa. Walcker/Ludwigsburg (Opus 827) wurde 1898 zum Preis von 4187 Reichsmark angeschafft, nachdem die aus dem Jahre 1702 stammende Vorgängerin unbrauchbar geworden war. Sie ist weitgehend in ihrem Originalzustand erhalten und wurde im Jahr 2011 aufwändig restauriert und z. T. rekonstruiert und wird außerhalb der Gottesdienste für Konzerte gespielt.
Drei Glocken weist der Glockenturm aus. Die kleinste mit dem Schlagton a1 wurde im Jahre 1492 aus Bronze gegossen und hat einen Durchmesser von 865 mm, die zweite Bronzeglocke in g1 aus dem Jahre 1557 hat einen Durchmesser von 1039 mm, während die dritte Glocke im Schlagton e1 aus dem Jahre 1930 stammt, einen Durchmesser von 1485 mm hat und aus Eisen gegossen wurde. Diese ersetzt eine Bronze-Glocke aus dem Jahre 1642, die im Ersten Weltkrieg zum Einschmelzen zu Kriegsmaterial abgeliefert wurde. Die beiden verbliebenen Bronzeglocken wurden dann im Zweiten Weltkrieg ebenfalls zur Materialbeschaffung ausgebaut und weggeschafft. Sie konnten aber 1947 im Zentralen NS-Glockenlager in Lünen sichergestellt und zurückgebracht werden. Seit dem Jahr 1930 ist das Handläuten für den Küster durch die Anschaffung einer elektrischen Läuteanlage entfallen.
Die Kirche in Weslarn war die erste in der Soester Börde, in der ab 1529 in der Messe die Lieder in deutscher Sprache gesungen wurden, was die Bauern durch intensiven Druck durchgesetzt hatten.
Weslarn gehört, wie auch die südlichen und westlichen Nachbardörfer, zur Soester Börde und ist dadurch evangelisch geprägt, geschichtlich bedingt durch den Übertritt der Stadt Soest zur evangelisch-lutherischen Reformation im Jahre 1532. Die nördlichen und östlichen Nachbardörfer verblieben nach der Soester Fehde im 15. Jahrhundert im kurkölnischen Herzogtum Westfalen und sind damit römisch-katholisch.